# Kanadas centralbank

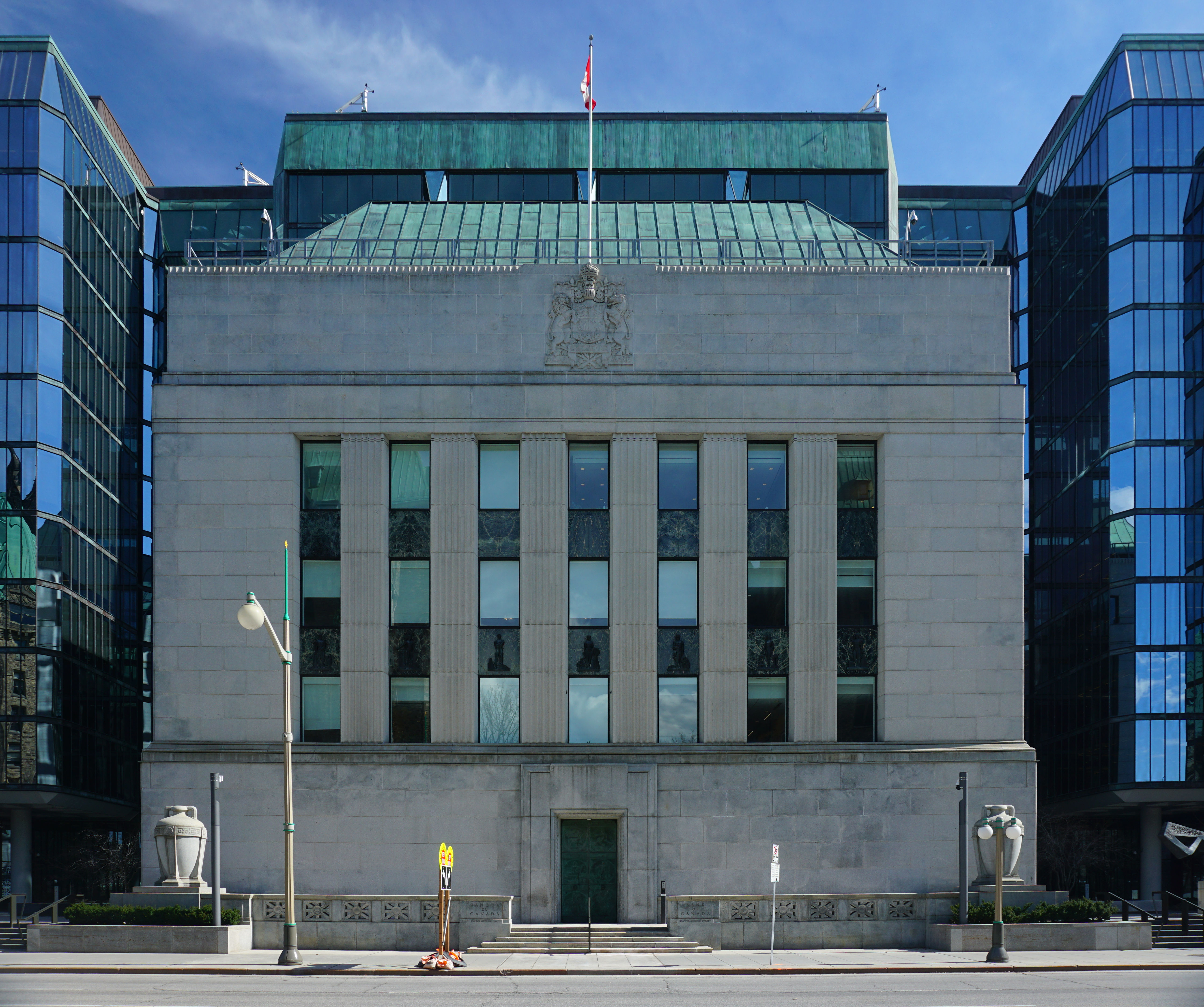
Centralbanksbyggnaden i Ottawa.

Kanadas centralbank (engelska: Bank of Canada; franska: Banque du Canada) är landets centralbank. Den grundades som en privat bank 1934 och blev statlig 1938.

## Historik
- 2011: Banken introducerar nya sedlar som bland annat skall tåla att tvättas i en tvättmaskin.[2]

## Ordförande/governor
Centralbanken leds av dess ordförande (governor). 

### Centralbankschef (governor)
1. Graham Towers (1934–1954)
2. James Coyne (1955–1961)
3. Louis Rasminsky (1961–1973)
4. Gerald Bouey (1973–1987)
5. John Crow (1987–1994)
6. Gordon Thiessen (1994–2001)
7. David A. Dodge (2001–2008)
8. Mark Carney (2008–2013)
9. Stephen S. Poloz (2013–2020)
10. Tiff Macklem	(2020-sittande)